# برونا پاپاندریا
برونا پاپاندریا (انگلیسی: Bruna Papandrea؛ زادهٔ ۲۶ ژوئیهٔ ۱۹۷۱) تهیه‌کننده فیلم اهل استرالیا است.
از فیلم‌ها یا مجموعه‌های تلویزیونی که وی در آن‌ها نقش داشته‌است، می‌توان به دروغ‌های کوچک بزرگ، تعقیب آتشین و وحشی اشاره نمود.